# Mário Mrva
 (Ružomberok, 16 febbraio 1999) è un calciatore slovacco, difensore del ViOn Z.M. in prestito dal Podbrezová.

## Statistiche

### Presenze e reti nei club
Statistiche aggiornate al 17 febbraio 2021.
| Stagione        | Squadra         | Campionato      | Campionato | Campionato | Coppe nazionali | Coppe nazionali | Coppe nazionali | Coppe continentali | Coppe continentali | Coppe continentali | Altre coppe | Altre coppe | Altre coppe | Totali | Totali |
| Stagione        | Squadra         | Comp            | Pres       | Reti       | Comp            | Pres            | Reti            | Comp               | Pres               | Reti               | Comp        | Pres        | Reti        | Pres   | Reti   |
| --------------- | --------------- | --------------- | ---------- | ---------- | --------------- | --------------- | --------------- | ------------------ | ------------------ | ------------------ | ----------- | ----------- | ----------- | ------ | ------ |
| 2019-2020       | Ružomberok      | SL              | 8+2        | 2          | CS              | 2               | 0               | UEL                | 0                  | 0                  | -           | -           | -           | 12     | 0      |
| 2020-2021       | Ružomberok      | SL              | 18         | 0          | CS              | 2               | 0               | UEL                | 0                  | 0                  | -           | -           | -           | 20     | 0      |
| Totale carriera | Totale carriera | Totale carriera | 26+2       | 0          |                 | 4               | 0               |                    | 0                  | 0                  |             | -           | -           | 32     | 0      |